# Storia di Lecce

## Origini mitologiche
La leggenda tramanda che già prima della guerra di Troia esistesse una città fondata da Malennio, 1211 anni prima della nascita di Cristo. Dopo la distruzione di Troia, fu occupata da Lictio Idomeneo che, oltre a darle il nome, ne introdusse la cultura greca.

## Dalla preistoria ai Messapi
Gli studi e le ricerche effettuate negli ultimi anni, hanno rivelato che il Salento era abitato già nel Paleolitico medio. 

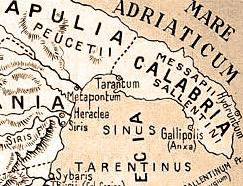
Antica mappa del Salento

  Le più antiche testimonianze del primo nucleo abitativo di Lecce si riferiscono a nuclei di capanne della prima fase dell'età del ferro (VIII-VI secolo a.C.), individuati in occasione di scavi per la messa in opera di impianti elettrici e di canalizzazione. La trasformazione di questo primo insediamento in un abitato di tipo urbano, di cui si ignora il nome antico, avviene nel corso degli ultimi decenni del IV secolo a.C., momento in cui alcuni abitati vicini, come Cavallino e Rudiae, cessano di vivere o manifestano un periodo di decadenza. La città si dota di potenti mura difensive, lunghe 3 km e spesse 5 metri; la cinta muraria, della quale sono stati individuati alcuni tratti presso Porta Napoli, via Adua, Viale Lo Re e via Manifattura Tabacchi, è realizzata in grandi blocchi di calcare locale posti in opera di testa e racchiude un'area di circa 50 ettari.
Pur in assenza di elementi sicuri, la documentazione che proviene da altri centri del Salento suggerisce anche per Lecce l'immagine di un paesaggio urbano caratterizzato da un tessuto abitativo discontinuo, servito da assi viari non rettilinei e alternati con spazi agricoli, luoghi di culto e necropoli.
Le necropoli, come d'uso comune nella Messapia, si estendevano sia all'esterno che all'interno delle mura, alternandosi ai nuclei di abitazioni. Le tombe sono scavate nella roccia e si presentano come fosse rettangolari o come ampie camere ipogee la cui decorazione testimonia l'elevato rango sociale delle famiglie dei defunti. Delle poche tombe a camera rinvenute nell'area del centro storico si menzionano l'Ipogeo Palmieri, nel giardino di Palazzo Guarini, e quella nei sotterranei della Banca d'Italia.

## Il periodo romano

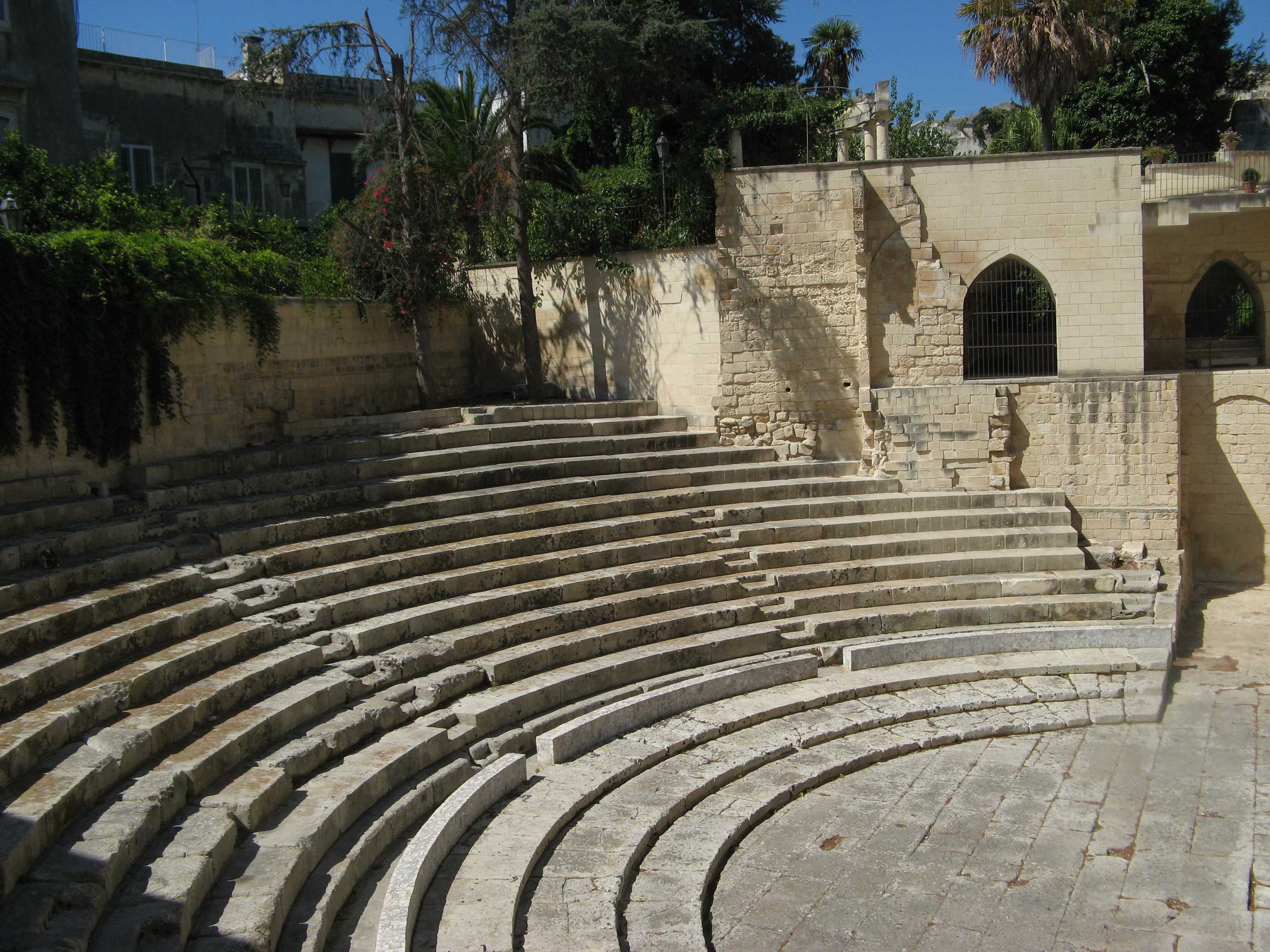
Il teatro romano

La fine della Guerra Sociale e l'estensione della cittadinanza romana a gran parte dell'Italia (89 a.C.) provocano l'inserimento della Messapia nel territorio romano e innescano una serie di trasformazioni economiche ed urbanistiche che causeranno la perdita della forma urbana da parte di molti centri, pur all'interno di una sostanziale continuità di vita. Dopo la conquista romana nel III secolo a.C., la città latinizzò il suo nome in Lupiae e dopo l'89 a.C. passò da statio militum a municipium (con l’iscrizione dei nuovi cittadini alla tribù Camilia) retto da Quattuorviri con potestà giusdicente. L'applicazione delle leggi municipali, ed in particolare il divieto di seppellire all'interno dell'abitato, impone infatti l'abbandono delle aree funerarie poste all'interno delle mura, permette una continuità d'uso di quelle esterne e causa la formazione di nuove necropoli. Successivamente ottenne la promozione a colonia guidata da duumviri.
Un breve soggiorno di Ottaviano a Lecce e la verificata possibilità da parte del futuro imperatore di poter contare sull'amicizia e sulla fedeltà di esponenti dell'aristocrazia messapica locale hanno rappresentato verosimilmente le premesse per un’ulteriore e più profonda trasformazione, motivata dalla decisione da parte di Augusto di assegnare a Lupiae un ruolo eminente rispetto alle altre città messapiche, all'interno di un più ampio progetto di riorganizzazione territoriale della penisola salentina. Negli ultimi anni del I secolo a.C. Lupiae viene infatti interessata da alcuni interventi costruttivi di vasta portata, tutti concentrati in uno stesso settore e chiaramente finalizzati a trasformare l'abitato messapico in una città romana: in una stretta successione topografica sono costruiti l'anfiteatro, il teatro e un tempio, forse dedicato ad Apollo.
Accanto all'assunzione di aspetti tipici dell'urbanistica romana Lupiae continua a conservare e utilizzare strutture dell'abitato messapico. Queste ultime sono rappresentate dalla cinta muraria con le porte, dalle necropoli e, molto probabilmente, dal tessuto stradale interno. Alcuni studiosi hanno proposto di attribuire a Lupiae un impianto urbanistico ortogonale, simile a quelli solitamente ricorrenti nelle città romane di nuova fondazione. L'asse portante dell'impianto sarebbe costituito dal tratto urbano della via Appia Traiana, identificato con il tracciato che oggi si sviluppa da Porta Napoli attraverso via Palmieri e vico dei Sotterranei. Ricerche archeologiche recenti, tuttavia, hanno tolto validità agli elementi che davano sostegno alla precedente ipotesi: Porta Napoli è risultata essere una creazione posteriore all'età messapica e romana; il tracciato di vico dei Sotterranei è occupato da una serie di mosaici pavimentali attribuibili a una ricca domus del V secolo Inoltre il rinvenimento di un tratto di strada basolata di età imperiale, il cui tracciato nordest-sudovest non si inserisce nella maglia ortogonale proposta, fanno decadere l'ipotesi.
Nel corso dell'età imperiale, e in particolar modo nel II secolo, sono sempre più numerosi gli interventi finalizzati ad arricchire l'arredo urbano (teatro, anfiteatro, terme) e Lupiae si qualifica con sempre maggiore evidenza come il centro urbano più importante del Salento, accanto alla colonia latina di Brindisi. Traiano inserisce Lupiae nell'ultimo tratto della Via Traiana (Via Traiana Calabra) che conduce da Brindisi a Otranto, nuovo porto di collegamento con l'oriente. L'imperatore Adriano la dotò anche di un porto nella vicina rada di San Cataldo. All'imperatore Marco Aurelio Antonino (161-180) di origini salentine, egli infatti si riteneva discendente di Malennio, si deve il benessere economico e l'ampliamento della città. Questo ruolo sembra perdurare fino al V-VI secolo quando anche a Lupiae, come in tutto il mondo antico, si assiste alla ridefinizione funzionale del centro urbano, in parte legata alla diffusione del Cristianesimo con conseguente moltiplicazione degli edifici di culto.

## Il Medioevo
Con la caduta dell'impero romano d'occidente, la città conobbe un lento declino, causato dalle varie dominazioni. Dopo prima dominazione ostrogota, fu coinvolta nella guerra tra goti e bizantini. Fu saccheggiata da Totila, re ostrogoto, nel 542 e nel 549 e passò sotto il dominio dell'Impero Romano d'Oriente per cinque secoli. Successivamente si avvicendarono i Saraceni, i Longobardi, gli Ungari e gli Slavi.

Stemma degli Altavilla

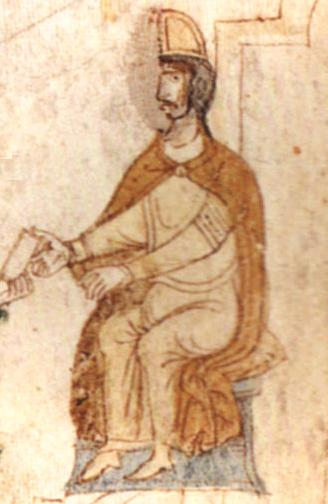
Tancredi di Sicilia nel Liber ad honorem Augusti, 1196

Fu la conquista normanna a far rinascere Lecce, quale centro commerciale, ed estese il suo territorio sino a diventare capoluogo del Salento. Infatti, a partire da Goffredo d'Altavilla (1053) i conti normanni vi tennero corte e qui nacque l'ultimo re normanno, Tancredi di Lecce, che ottenne il titolo di conte di Lecce dal 1149 al 1194, con un intervallo dal 1154 al 1169 in cui fu in esilio a Costantinopoli. Tancredi, figlio naturale di Ruggero III di Puglia (1118-1148) e di Emma figlia di Accardo II, conte di Lecce, sarebbe poi divenuto re di Sicilia. Dalla figlia di Tancredi, Elvira Maria Albina sposata con Gualtieri III di Brienne, la contea di Lecce passò a questa famiglia e nel 1384 a Maria d'Enghien (erede delle famiglie d'Enghien e Brienne), in quanto figlia di Giovanni d'Enghien e nipote di Isabella di Brienne.
Col matrimonio di lei con Raimondo Orsini Del Balzo, conte di Soleto e dal 1393 al 1406 principe di Taranto, tutto il Salento (attuali provincie di Lecce, Brindisi e Taranto) fu unificato in uno dei feudi più grandi e importanti d'Italia.
A lei si deve il riordino delle attività economiche e amministrative della città di Lecce, con l'emanazione il 14 luglio 1445 degli Statuta et capitula florentissimae civitatis Litii.
Alla morte di Maria d'Enghien (1446) la contea di Lecce passò al figlio Giovanni Antonio Orsini Del Balzo, che intanto aveva ereditato nel 1420 il Principato di Taranto, per poi confluire dopo il 1463 nel Regno di Napoli. Infatti alla morte di Giovanni Antonio Orsini, conte di Lecce, il re Ferrante in persona, come marito di una sua nipote, si nominò erede delle ricchezze dell'Orsini. Per questo motivo, il re giunse nel Salento e come il Viterbo ci fa sapere: "...re Ferdinando venio di Taranto, passò ad Nerito e Gallipoli, et de Gallipoli andò ad Otranto, visitando le fortalizi, et omne loco dello Principe, et alle 11 dicto (dicembre) entrao ad Lezze, et pe omne loco fu receputo sotto pallio de broccato d'oro et carmosino, et se mostrao le omne benigno et gratiuso".

## Dagli Aragonesi all'Unità d'Italia

### Aragonesi
Morto Giovanni Antonio Orsini Del Balzo nel 1463, Ferrante d'Aragona, poiché la città era diventata demaniale, concede a Lecce e ai suoi cittadini una serie di benefici: diviene centro tra i più importanti con uffici pubblici e giudiziari che avevano giurisdizione sulla Terra d'Otranto e su Matera. A seguito della congiura dei Baroni nel 1486-1487 vengono eliminati tutti i grandi feudatari del Regno e le varie contee assegnate ad alleati degli Aragonesi con esclusione di Lecce, Brindisi, Taranto, Otranto e Gallipoli che dipendono direttamente dalla corona tramite un governatore.

Carlo nella battaglia di Mühlberg, Tiziano, 1548.

A partire dal XV secolo ebbero particolare fortuna le attività commerciali: Lecce in particolare ospitava tra le sue mura influenti comunità di mercanti Veneziani, Genovesi, Ragusei, ecc. I Veneziani crearono a Lecce e nella contea una loro colonia ed una loro Chiesa presso la piazza del Mercato (attuale Sant'Oronzo), dove esercitavano le loro industrie ed i loro commerci. Fin dal 1543, la colonia veneziana era così prospera che innalzò, sulla sua chiesa leccese, il leone di San Marco. I Veneziani costruirono anche i loro palazzi signorili; tra tutti, si ricorda Il Sedile (1592).
In seguito alle incursioni turche nel Salento, Lecce fu fortificata da Carlo V con un grandioso Castello e con una possente cinta bastionata. Sempre nel Cinquecento si diede il via alla costruzione di moltissime strutture religiose. Iniziò così una fiorente attività artistica fra XVI e XVIII secolo, che fece di Lecce uno dei centri più significativi del barocco. In epoca spagnola la città - elevata da Carlo V al rango di capoluogo dell'intera Puglia - si trasformò in un vero e proprio cantiere a cielo aperto, per le tante opere civili e religiose che i privati, il clero e le congregazioni ecclesiastiche permisero di erigere, in un crescendo di opere sempre più belle ed importanti.
Agli inizi del XVII secolo, la situazione economica, nonché l'attività agricola nelle mani della nobiltà e del clero, determinarono una grave crisi che culminò nell'insurrezione popolare del 1647. In concomitanza con i moti di Napoli, il Re Filippo IV pretese l'arruolamento dei giovani di circa 18 anni. La città insorse con l'aiuto di nobili filoangioini ma la rivolta fu soffocata nel sangue con l'intervento militare del Duca di Conversano e Nardò, Giangirolamo Acquaviva che approfittando dell'occasione fece eliminare molti avversari politici e numerosi sacerdoti.
Una tremenda epidemia di peste funestò il Regno di Napoli nel 1656. Le vittime furono migliaia ovunque, ma la provincia di Terra d'Otranto fu miracolosamente risparmiata. La popolazione attribuì lo scampato pericolo all'intercessione di Sant'Oronzo, che fu poi per questo proclamato patrono di Lecce e della provincia.

### Borboni e Unità d'Italia
La dominazione borbonica iniziò nel 1734 con il re Carlo III che passò presto al trono di Spagna e successivamente con Ferdinando IV. Con i Borboni si ebbe un periodo di crescita economica, si apportarono modifiche alla struttura amministrativa, si limitarono i privilegi e le immunità al clero e furono requisiti i ricchi patrimoni dei Gesuiti, espulsi nel 1767.
Nel 1799, dopo aver aderito per due giorni soltanto alla Repubblica napoletana, ritorna alla fedeltà di Ferdinando IV. Qualche anno dopo, nel 1806, con la conquista del Regno delle Due Sicilie da parte di Giuseppe Bonaparte, vennero attuate una serie di riforme che videro la soppressione degli ordini religiosi e la conversione dei numerosi conventi in locali destinati ad ospitare uffici pubblici. A Lecce il convento dei Celestini fu destinato all'Intendenza, il Collegio dei padri Gesuiti fu trasformato in sede degli uffici giudiziari e il Monastero dei Teatini fu utilizzato dapprima come caserma, poi come scuola e infine come sede di uffici municipali.
Una ventata d'aria nuova fu portata da Gioacchino Murat cognato di Napoleone ed il rilancio dell'economia avvenne principalmente durante il periodo napoleonico (1806-1815) grazie ad importanti provvedimenti come l'abolizione del feudalesimo, la ristrutturazione dei latifondi e una più adeguata distribuzione delle terre pubbliche. L'abolizione della feudalità non significò la fine della nobiltà, che continuò a spadroneggiare per buona parte del secolo XIX, anche dopo la spedizione dei Mille e l'Unità d'Italia.
Con la Restaurazione e il ritorno dei Borboni, prese piede il fenomeno del brigantaggio. Il diffondersi delle idee risorgimentali si tradusse nella costituzione di diverse società segrete come la Carboneria.
Quando nel 1860 il re Francesco II delle Due Sicilie cadde sotto l'impeto garibaldino, il Salento fu annesso al regno d'Italia e con la legge del 20 marzo 1865 ottenne autonomia amministrativa con la creazione della provincia di Lecce, che ricalcava i confini dell'antica Terra d'Otranto.

## Novecento
Con l'avvento del Fascismo, furono istituite le due nuove province, la provincia di Taranto con decreto del 2 settembre 1923 n.1911, e quella di Brindisi con la legge 22 dicembre 1927, ma l'egemonia amministrativa e culturale di Lecce continuò però a esercitarsi grazie alla presenza in città dell'unica sede del Tribunale e dell'unica Università del territorio.